# Kisbabot, Győr-Moson-Sopron
Kisbabot  este un sat în districtul Tét, județul Győr-Moson-Sopron, Ungaria, având o populație de 223 de locuitori (2011). 

## Demografie
Componența etnică a satului Kisbabot
     Maghiari (100%)
Componența confesională a satului Kisbabot
     Luterani (59,64%)
     Romano-catolici (17,49%)
     Fără religie (2,69%)
     Necunoscută (20,18%)
Conform recensământului din 2011, satul Kisbabot avea 223 de locuitori. Din punct de vedere etnic, majoritatea locuitorilor (100,0%) erau maghiari.  Din punct de vedere confesional, majoritatea locuitorilor (59,64%) erau luterani, existând și minorități de romano-catolici (17,49%) și persoane fără religie (2,69%). Pentru 20,18% din locuitori nu este cunoscută apartenența confesională.